# Matelea gracilis
Matelea gracilis är en oleanderväxtart som först beskrevs av Decaisne, och fick sitt nu gällande namn av W.D. Stevens. Matelea gracilis ingår i släktet Matelea och familjen oleanderväxter. Inga underarter finns listade i Catalogue of Life.